# 普拉迪略
普拉迪略，是西班牙拉里奥哈自治区的一个市镇。总面积10平方公里，总人口77人（2001年），人口密度8人/平方公里。